# Reggiano Lambrusco rosato
Il Reggiano Lambrusco rosato è un vino DOC la cui produzione è consentita nella provincia di Reggio Emilia.

## Caratteristiche organolettiche
- colore: rosato più o meno intenso - intensità da 0, 80 a 1, 60, tonalità max 0, 90
- odore: gradevole, caratteristico che varia dal fruttato al floreale
- sapore: secco, abboccato, amabile, dolce, anche vivace, fresco, gradevole, caratteristico

## Produzione
Provincia, stagione, volume in ettolitri
- nessun dato disponibile